# 山中竜也
山中 竜也（やまなか りゅうや、1995年4月11日 - ）は、日本のプロボクサー。大阪府南河内郡美原町（現・堺市美原区）出身。元WBO世界ミニマム級王者。元WBOアジアパシフィックライトフライ級王者。真正ボクシングジム所属。

## 人物
1995年4月11日、南河内郡美原町（現在の堺市美原区）出身。6人兄弟姉妹（4男2女）で一番上の長男。堺市立美原西中学校、堺市立八上小学校を卒業。
ボクシングを始めたのは小学6年の時、きっかけは漫画『はじめの一歩』（森川ジョージ）を読み、その影響を受けたからだという。中学2年で憧れのボクサーで元世界3階級制覇王者の長谷川穂積が在籍した真正ボクシングジムに入門した。
弟（次男）の山中大貴もプロボクサーだったが2017年に引退。妹（次女）の山中菫も2020年12月13日にプロボクサーとしてデビューし、2024年1月12日にIBF女子世界アトム級王座を獲得、日本初の兄妹世界王者となった。弟（三男）の山中勇樹もプロボクサーとして2023年12月17日にデビュー。6人兄弟姉妹のうち、上から竜也、大貴、勇樹、菫の4人がプロボクサーとなり、全員真正所属である。

## 来歴
2012年6月22日、神戸市立中央体育館で小柳一樹（倉敷守安）とフライ級4回戦を行い、4回3-0（3者共に40-36）の判定勝ち。デビュー戦を白星で飾った。
2014年8月22日、神戸市立中央体育館で行われた「REAL SPRITS vol38」でOPBF東洋太平洋ミニマム級3位のロケ・ラウロ（フィリピン）とミニマム級8回戦を行い、8回1-2（78-75、75-77、76-77）の判定負けを喫した。
2016年11月11日、神戸市立中央体育館で元WBO世界ミニマム級王者のメルリト・サビーリョ（フィリピン）とOPBF東洋太平洋ミニマム級王座決定戦を行い、12回3-0（117-111、119-109、118-110）の判定勝ち。王座獲得に成功した。
2017年2月2日、OPBFは山中の王座返上に伴いOPBF東洋太平洋ミニマム級王座を空位とした。
2017年3月12日、神戸市立中央体育館で行われた「第55回リアルスピリッツ」でカノンメック・シットクルコン（タイ王国）とミニマム級8回戦を行い、初回1分39秒KO勝ちを収めた。
2017年3月18日、WBOは山中をWBO世界ミニマム級1位にランクインした。
2017年8月27日、熊本県芦北町の芦北町民総合センター「しろやまスカイドーム」でWBO世界ミニマム級王者の福原辰弥（本田フィットネス）に挑戦、12回3-0（115-113×2、116-112）の判定勝ちを収め王座獲得に成功した。試合中に偶然のバッティングにより左眼窩底骨折をして手術を受けた。
2018年3月18日、神戸ポートピアホテル大輪田の間でWBO世界ミニマム級4位のモイセス・カジェロス（メキシコ）と対戦、カジェロスが8回終了時に棄権した為、初防衛に成功した。
2018年7月13日、神戸市立中央体育館にて、WBO世界ミニマム級3位のビック・サルダール（フィリピン）と対戦、2度目の防衛を目指すも、7回にダウンを喫し、0-3の判定負けで王座陥落した。
2018年8月24日、サルダール戦後の検査で硬膜下血腫が認められ、頭蓋内出血が認められた選手は日本ボクシングコミッションの規則によりライセンスが自動的に失効するため、現役を引退。
2019年4月19日、大阪・北新地に、竜也が店主を務めるおにぎり専門店「おにぎり竜」がオープン。
2021年12月18日、JBCが同月9日付で、頭蓋内出血と診断された選手に関して条件をクリアすれば、ライセンスの再発行を認めると規則改定したことを受け、エディオンアリーナ大阪第2で行われた所属ジム興行で現役復帰を表明。
2022年3月6日、約3年8ヶ月ぶりの復帰戦を神戸市中央体育館で行われた「第78回リアルスピリッツ」で須藤大介とライトフライ級6回戦で対戦し、5回TKO勝ちを収めた。
2022年5月16日、看護師の女性と結婚した。
2022年8月14日、神戸市立中央体育館でWBC世界フライ級15位のジョナサン・タコニンと50kg契約8回戦で対戦し、判定勝ちを収めた。しかし元々試合は10回戦で行われるはずだったが、JBC関西事務局のミスで8回で試合が打ち切られたため、山中とタコニン両陣営から抗議文が提出され、JBCは謝罪をした。
2023年5月6日、後楽園ホールにて行われた「WHO’S NEXT DYNAMYC GLOVE on U-NEXT」のメインでWBOアジアパシフィックライトフライ級3位の安藤教祐とWBOアジアパシフィックライトフライ級王座決定戦を行い、12回3-0(117-110、118-109、120-107)判定勝ちを収め、地域王座獲得に成功した。
2023年12月17日、神戸ポートピアホテルにて行われた「WHO’S NEXT DYNAMYC GLOVE on U-NEXT」のセミファイナルでジェイソン・バイソンとWBOアジアパシフィックライトフライ級タイトルマッチを行い、2回1分14秒TKO負けを喫し王座から陥落した。
2024年6月23日、エディオンアリーナ大阪第2競技場にてプリワ・タオスを2回KOで退け再起に成功。
2025年1月12日、2度目の引退が報じられた。

## 獲得タイトル
- 第19代OPBF東洋太平洋ミニマム級王座（防衛0=返上）
- WBO世界ミニマム級王座（防衛1）
- WBOアジアパシフィックライトフライ級王座（防衛0）

## 戦績
- プロボクシング - 24戦20勝（7KO）4敗

| 戦           | 日付           | 勝敗 | 時間    | 内容    | 対戦相手                       | 国籍       | 備考                                          |
| ------------ | -------------- | ---- | ------- | ------- | ------------------------------ | ---------- | --------------------------------------------- |
| 1            | 2012年6月22日  | ☆    | 4R      | 判定3-0 | 小柳一樹（倉敷守安）           | 日本       | プロデビュー戦                                |
| 2            | 2012年9月15日  | ☆    | 4R      | 判定3-0 | 横江健太（駿河男児）           | 日本       |                                               |
| 3            | 2012年11月2日  | ☆    | 4R      | 判定3-0 | 大森惇平（ウォズ）             | 日本       |                                               |
| 4            | 2013年2月17日  | ☆    | 2R 2:36 | TKO     | 寺次孝有希(ミサイル工藤)       | 日本       |                                               |
| 5            | 2013年4月21日  | ★    | 1R 2:22 | KO      | 清水健太（渥美）               | 日本       | 2013年度西日本ミニマム級新人王予選            |
| 6            | 2013年7月12日  | ☆    | 4R 1:57 | TKO     | 平井雅樹(宮崎ワールド)         | 日本       |                                               |
| 7            | 2013年9月22日  | ☆    | 6R      | 判定3-0 | 西川潤也 (グリーンツダ)        | 日本       |                                               |
| 8            | 2014年4月6日   | ☆    | 8R      | 判定3-0 | 山本裕貴(江見)                 | 日本       |                                               |
| 9            | 2014年8月22日  | ★    | 8R      | 判定1-2 | ロケ・ラウロ                   | フィリピン |                                               |
| 10           | 2014年12月7日  | ☆    | 8R      | 判定3-0 | 村井貴裕（グリーンツダ）       | 日本       |                                               |
| 11           | 2015年4月29日  | ☆    | 8R      | 判定3-0 | ロネル・フェレーラス           | フィリピン |                                               |
| 12           | 2015年8月2日   | ☆    | 10R     | 判定3-0 | 若原義敬（協栄）               | 日本       |                                               |
| 13           | 2015年12月11日 | ☆    | 8R      | 判定3-0 | 成塚亮（ワタナベ）             | 日本       |                                               |
| 14           | 2016年5月16日  | ☆    | 3R 1:23 | TKO     | トードギャッド・ウィーラチョン | タイ       |                                               |
| 15           | 2016年11月11日 | ☆    | 12R     | 判定3-0 | メルリト・サビーリョ           | フィリピン | OPBF東洋太平洋ミニマム級王座決定戦            |
| 16           | 2017年3月12日  | ☆    | 1R 1:39 | KO      | カノンメック・シットクルコン   | タイ       |                                               |
| 17           | 2017年8月27日  | ☆    | 12R     | 判定3-0 | 福原辰弥（本田フィットネス）   | 日本       | WBO世界ミニマム級タイトルマッチ               |
| 18           | 2018年3月18日  | ☆    | 8R 終了 | TKO     | モイセス・カジェロス           | メキシコ   | WBO防衛1                                      |
| 19           | 2018年7月13日  | ★    | 12R     | 判定0-3 | ビック・サルダール             | フィリピン | WBO王座陥落                                   |
| 20           | 2022年3月6日   | ☆    | 5R 1:52 | TKO     | 須藤大介（三迫）               | 日本       | 復帰戦                                        |
| 21           | 2022年8月14日  | ☆    | 8R      | 判定3-0 | ジョナサン・タコニン           | フィリピン |                                               |
| 22           | 2023年5月6日   | ☆    | 12R     | 判定3-0 | 安藤教祐（KG大和）             | 日本       | WBOアジアパシフィックライトフライ級王座決定戦 |
| 23           | 2023年12月17日 | ★    | 2R 1:14 | TKO     | ジェイソン・バイソン           | フィリピン | WBOアジア太平洋王座陥落                       |
| 24           | 2024年6月23日  | ☆    | 2R 1:06 | KO      | プリワ・タオス                 | タイ       |                                               |
| テンプレート |                |      |         |         |                                |            |                                               |